# Panzeria rudis
Panzeria rudis là một loài ruồi trong họ Tachinidae.